# Olympische Sommerspiele 1960/Radsport – Mannschaftszeitfahren Straße (Männer)
Bei den Olympischen Spielen 1960 in Rom wurde erstmals in der olympischen Geschichte ein Mannschaftszeitfahren im Straßenradsport ausgetragen. Das Rennen startete am 26. August 1960 um 9:00 Uhr auf der Via Cristoforo Colombo, wo drei Runden auf einem 33,33 km langen Rundkurs zu absolvieren waren. Eine Mannschaft bestand aus vier Fahrern. Für die Platzierung wurde die Zeit des dritten Fahrers jeder Mannschaft gewertet.
Trotz der frühen Startzeit am Morgen war es bereits mit 34 °C sehr heiß. Während des Rennens stieg das Thermometer auf 40° im Schatten, wobei auf der Autobahn wenig Schatten zu finden war. 
In der dritten Runde gab der dänische Vierer auf, nachdem Knud Enemark Jensen bewusstlos vom Rad gestürzt war. Jensen starb im Krankenhaus, als Todesursache wurde eine Hirnverletzung angegeben, die sich Jensen beim Sturz infolge eines Hitzschlags zugezogen habe. Im Nachhinein wurde festgestellt, dass Jensen Methamphetamin und Pyridilcarbinol eingenommen hatte.

## Ergebnisse
| Rang | Nation             | Name                                                                          | Zeit (h)   |
| ---- | ------------------ | ----------------------------------------------------------------------------- | ---------- |
| 1    | Italien            | Antonio Bailetti Ottavio Cogliati Giacomo Fornoni Livio Trapè                 | 2:14:33,53 |
| 2    | Deutschland        | Täve Schur Egon Adler Erich Hagen Günter Lörke                                | 2:16:56,31 |
| 3    | Sowjetunion        | Wiktor Kapitonow Jewgeni Klewzow Juri Melichow Alexei Petrow                  | 2:18:41,67 |
| 4    | Niederlande        | Jan Hugens René Lotz Albert Sluis Lex van Kreuningen                          | 2:19:15,71 |
| 5    | Schweden           | Owe Adamsson Gunnar Göransson Oswald Johansson Gösta Pettersson               | 2:19:36,37 |
| 6    | Rumänien           | Ion Cosma Gabriel Moiceanu Aurel Șelaru Ludovic Zanoni                        | 2:20:18,91 |
| 7    | Frankreich         | Henri Duez François Hamon Roland Lacombe Jacques Simon                        | 2:20:36,38 |
| 8    | Spanien            | Ignacio Astigarraga Juan Sánchez José Antonio Momeñe Ramón Sáez Marzo         | 2:21:34,59 |
| 9    | Schweiz            | Erwin Jaisli Roland Zöffel René Rutschmann Hubert Bächli                      | 2:22:09,63 |
| 10   | Polen              | Bogusław Fornalczyk Wiesław Podobas Jan Chtiej Mieczysław Wilczewski          | 2:23:44,16 |
| 11   | Vereinigte Staaten | Bill Freund Michael Hiltner Wes Chowen Bob Tetzlaff                           | 2:24:00,97 |
| 12   | Argentinien        | Ricardo Senn Gabriel Niell Federico Cortés Pedro Simionato                    | 2:24:13,47 |
| 13   | Österreich         | Peter Deimböck Fritz Inthaler Kurt Postl Kurt Schweiger                       | 2:24:33,92 |
| 14   | Großbritannien     | Bill Bradley William Holmes Jim Hinds Ken Laidlaw                             | 2:24:59,02 |
| 15   | Jugoslawien        | Ivan Levačić Veselin Petrović Janez Žirovnik Nevenko Valčić                   | 2:25:35,15 |
| 16   | Kolumbien          | Rubén Darío Gómez Roberto Buitrago Pablo Hurtado Hernán Medina                | 2:25:39,88 |
| 17   | Bulgarien          | Bojan Kozew Dimitar Kotew Ognjan Toschew Stojan Demirew                       | 2:26:20,48 |
| 18   | Belgien            | Benoni Beheyt Willy Monty Willy Vanden Berghen Yvan Covent                    | 2:27:11,12 |
| 19   | Marokko            | Mohamed El Gourch Mohamed Ghandora Abdallah Lahoucine Ahmed Omar              | 2:27:41,35 |
| 20   | Finnland           | Paul Nyman Unto Hautalahti Raimo Honkanen Matti Herronen                      | 2:27:47,68 |
| 21   | Australien         | Warren Scarfe Garry Jones Alan Grindal Frank Brazier                          | 2:29:43,54 |
| 22   | Luxemburg          | Nico Pleimling René Andring Louis Grisius Raymond Bley                        | 2:30:36,30 |
| 23   | Venezuela          | José Ferreira Francisco Mujica Arsenio Chirinos Víctor Chirinos               | 2:30:52,30 |
| 24   | Mexiko             | Armando Martínez Filiberto Mercado Luis Zárate                                | 2:31:39,24 |
| 25   | Portugal           | José Pacheco Mário Silva Francisco Valada Ramiro Martins                      | 2:33:19,61 |
| 26   | Indonesien         | Muhammad Sanusi Rusli Hamsjin Theo Polhaupessy Hendrik Brocks                 | 2:34:29,98 |
| 27   | Tunesien           | Béchir Mardassi Mohamed Touati Ali Ben Ali Mohamed El-Kemissi                 | 2:36:05,54 |
| 28   | Äthiopien          | Guremu Demboba Kouflu Alazar Amousse Tessema Negousse Mengistou               | 2:38:34,08 |
| 29   | Malta              | John Bugeja Paul Camilleri Joseph Polidano                                    | 2:44:35,56 |
| 30   | Südkorea           | Park Jong-hyeon Lee Seung-hun No Do-cheon Jo Jae-hyeon                        | 2:53:09,51 |
| AC   | Dänemark           | Knud Enemark Jensen Vagn Aage Bangsborg Niels Verner Baunsøe Jørgen Jørgensen | DNF        |
| AC   | San Marino         | Salvatore Palmucci Sante Ciacci Domenico Cecchetti Vito Corbelli              | DNF        |